# WinD
WinD (ursprünglich weltwärts in Deutschland) ist ein entwicklungspolitisches Programm sowie ein Netzwerk von Rückkehrenden internationaler Freiwilligendienste. Die ehemaligen Freiwilligen haben mehrere Monate in Ländern des Globalen Südens gearbeitet.

## Entstehung
Das Programm entstand aus der Idee, Ehemaligen des Freiwilligendienstes weltwärts die Möglichkeit zur Vernetzung und zum Erfahrungsaustausch zu bieten. Ziel des Programms ist, junge Menschen bei ihrem entwicklungspolitischen Engagement und dem Teilen ihrer Erfahrungen in Deutschland zu unterstützen. Das Programm steht Teilnehmern aller Entsendeorganisationen offen. Die ersten Regionalgruppen bildeten sich Ende 2009.

## Struktur

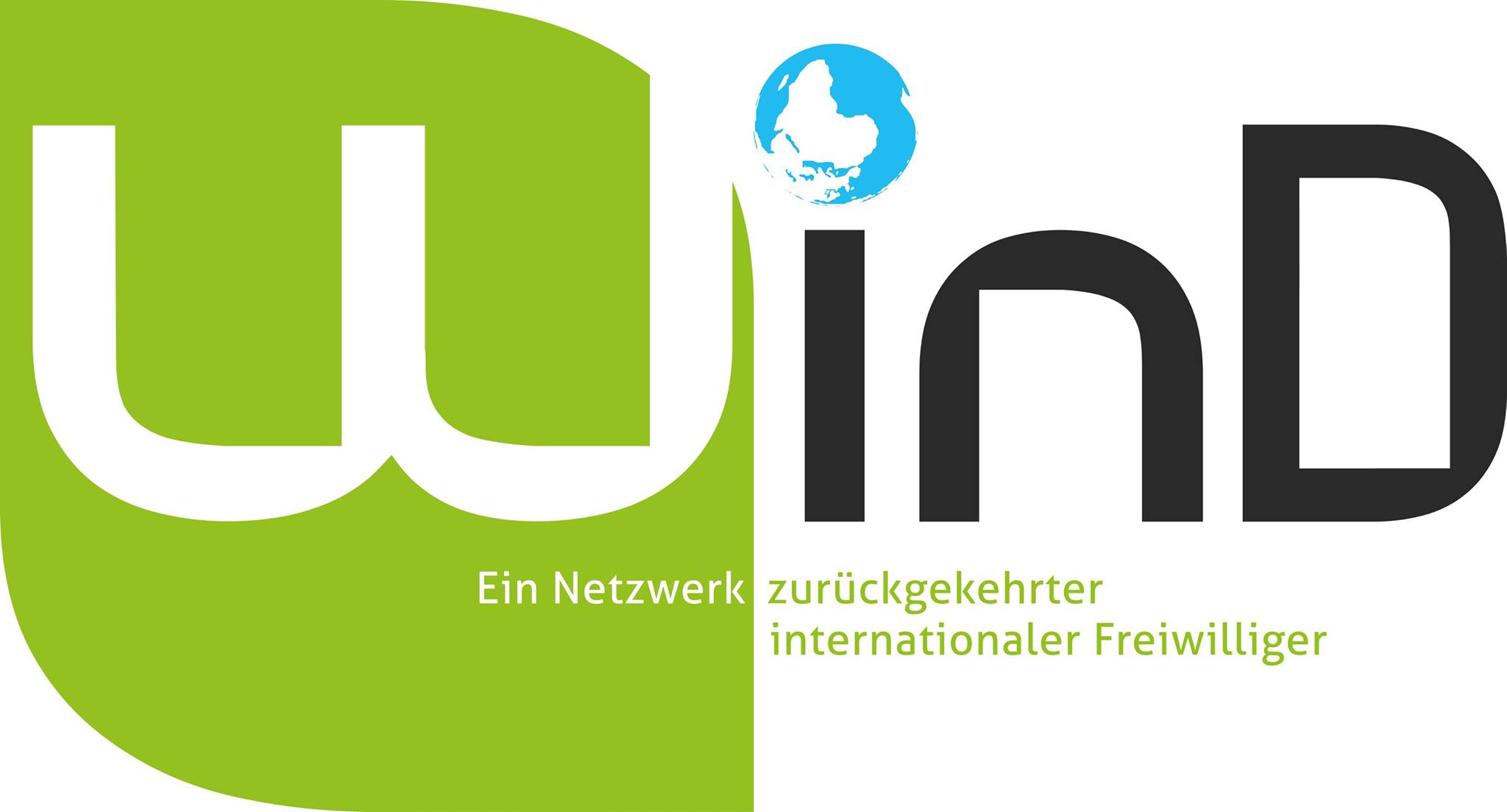
Logo des WinD-Netzwerks

### Regionalgruppen
Es gibt regionale und überregionale Gruppen. Die Gruppen arbeiten selbstorganisiert und selbstbestimmt. Ziel der Gruppen ist es, sich zu entwicklungspolitischen Themen weiterzubilden oder Aktionen und Projekte zu planen und durchzuführen. Im Jahr 2015 waren über 200 Menschen in 24 verschiedenen Gruppen in ganz Deutschland aktiv. Dabei organisierten sie insgesamt 49 über das WinD-Programm finanzierte Aktionen.
Es gibt Regionalgruppen unter anderem in Bamberg, Berlin, Bielefeld, Chemnitz, Darmstadt, Dresden, Erfurt, Essen, Frankfurt, Freiburg, Gießen, Göttingen, Greifswald, Halle, Hamburg, Heidelberg, Jena, Kempten, Kiel, Köln, Konstanz, Leipzig, Lüneburg, Mainz, Mannheim/Heidelberg, Marburg, München, Passau, Stuttgart, Thüringen, Tübingen, Ulm, Weimar, Witzenhausen, Würzburg. Für die Zusammenfindung einer Gruppe gibt es keine Vorschriften und Mindestanzahl an Teilnehmenden, sodass sich Interessierte unkompliziert zusammenfinden können.

### Projektleitung, Antragsberatung und WinD-Koordination
Die Projektleitung ist bei Engagement Global angesiedelt und für die Koordinierung aller Aktivitäten zuständig. Sie wird unterstützt von einer Projektberatung und dem Koordinationsteam. Die Projektberatung berät die WinD-Aktiven bei der Beantragung finanzieller Unterstützung für Projekte und Veranstaltungen. Das Koordinationsteam vernetzt Interessierte und Aktive, unterstützt bei der Gründung neuer WinD-Gruppen, bei der Ideenfindung für Engagement und den ersten Schritten in der Planung. Darüber hinaus organisiert es überregionale Netzwerktreffen und unterstützt die Projektleitung bezüglich der strukturellen Gestaltung des WinD-Programms.

## Rahmenbedingungen

### Finanzierung
Die Aktionen und Veranstaltung im Rahmen des Programms der Engagement Global werden aus Mitteln des Bundesministeriums für wirtschaftliche Zusammenarbeit und Entwicklung gefördert. Die Förderung erfolgt für Projekte der entwicklungspolitischen Informations- und Bildungsarbeit, die in Deutschland und Europa stattfinden. Dazu zählen regionale Treffen und Kompetenzworkshops sowie verschiedene Projekte und Aktionen. Inhaltlich beziehen sich die Projekte unter anderem auf folgende Themen: Globales Lernen, Rassismus und Migration, Fairer Handel, Ressourcenschutz, Entwicklungspolitik und Gesundheit.

### Projektanträge
Projektanträge über Fördersummen bis zu 3000 Euro können von zurückgekehrten Freiwilligen gestellt werden. Das Entsendeprogramm und die Entsendeorganisation spielen dabei keine Rolle. Es müssen nicht alle Projektbeteiligten einen Freiwilligendienst absolviert haben. Nicht antragsberechtigt sind Organisationen, Institutionen, Vereine oder Unternehmen.